# Chlumec u Chabařovic
Chlumec (tyska: Kulm) är en stad i Tjeckien, 12 kilometer nordöst om Teplice. Per den 1 januari 2016 hade staden 4 423 invånare.
Chlumec var 29-30 augusti 1813 skådeplats för slaget vid Kulm.